# Larry Bland
Larry I. Bland (* 1940 in Indianapolis, USA; † 27. November 2007 in Lexington, Virginia, USA) war ein US-amerikanischer Historiker und Direktor der George-Marshall-Stiftung.

## Leben
Larry Bland studierte Physik an der Purdue University und wurde an der University of Wisconsin in Politikgeschichte promoviert. Nach Lehrtätigkeit an Hochschulen in North Carolina und Illinois sowie an der University of Illinois at Urbana-Champaign war er ab 1977 Direktor der George-Marshall-Stiftung ("The George C. Marshall Foundation").

## Wirken
Bland war Biograf von George C. Marshall. Er veröffentlichte zahlreiche Aufsätze und Werke über George Marshall und über den Marshallplan, das Wiederaufbauprogramm der USA für Europa nach dem Zweiten Weltkrieg, zudem über den Kalten Krieg, die Truman-Doktrin und Averell Harriman. Er arbeitete bis zu seinem Tode an der Fertigstellung seines sechsbändigen Werkes "The Papers of George Catlett Marshall".
Er war 19 Jahre lang geschäftsführender Herausgeber des Journal of Military History.
Für seine Arbeit wurde er mehrfach ausgezeichnet, unter anderem mit dem "Victor Gondos Memorial Service Award" der Society for Military History.

## Schriften
- Larry Bland, Fred L. Hadsel: The Papers of George Catlett Marshall: The Soldierly Spirit, December 1880 – June 1939, Johns Hopkins University Press 1982, ISBN 0-8018-2552-0
- Larry Bland, Clarence E. Wunderlin: The Papers of George Catlett Marshall: We Cannot Delay, July 1, 1939 – December 6, 1941, Johns Hopkins University Press 1986, ISBN 0-8018-2553-9
- Larry Bland, Sharon R. Ritenour: The Papers of George Catlett Marshall: The Right Man for the Job, December 7, 1941 – May 31, 1943, Johns Hopkins University Press 1991, ISBN 0-8018-2967-4
- Larry Bland, Sharon R. Ritenour: The Papers of George Catlett Marshall: Aggressive and Determined Leadership, June 1, 1943 – December 31, 1944, Johns Hopkins University Press 1996, ISBN 0-8018-5368-0
- Larry Bland, Sharon R. Ritenour: The Papers of George Catlett Marshall: The Finest Soldier, January 1, 1945 – January 7, 1947, Johns Hopkins University Press 2004, ISBN 0-8018-7871-3

- Larry Bland, Roger B. Jeans, Mark F. Wilkinson: George C. Marshall's Mediation Mission to China, December 1945 – January 1947, Marshall George C Research 1998, ISBN  0-935524-04-5